# Ralph Wiener
Ralph Wiener (* 15. Mai 1924 als Felix Ecke in Baden, Niederösterreich; † 25. Januar 2024 in Eisleben) war ein österreichisch-deutscher Jurist, Kabarettist und Schriftsteller.

## Leben
Der Sohn des österreichischen Schriftstellers Felix Parker wuchs in Eisleben und Wien auf. Nach 1945 war er Gründer und Direktor des ersten deutschen Nachkriegstheaters (Bürgertheater Eisleben). Von 1946 bis 1950 studierte er Jura, war anschließend Referendar und ab 1953 Rechtsanwalt. Er war Gründungsmitglied des ersten Rechtsanwaltskollegiums der DDR. 1982 wurde er zum Dr. jur. promoviert und habilitierte sich 1986 im Bereich Rechtsgeschichte (Dr. sc. jur.).
Literarisch war er vorwiegend im heiteren Genre tätig, als Bühnenautor und ebenso als Kabarettist. Er schrieb für die Berliner Distel, den Eulenspiegel und andere Zeitschriften.
Wiener befasste sich auch mit dem Wesen und den Ausprägungen des politischen Witzes vor und  nach 1945 in Deutschland. Sein Werk Ein Blick zurück lässt das Dritte Reich im Gespräch zweier Generationen Revue passieren.
Wiener lebte in Eisleben, war seit 2014 verwitwet und hatte zwei Söhne.

## Werke
- Wiener G’schichten. Berlin 1961.
- Geschichten meiner Frau. Lustspiel, 1962.
- Fragen Sie Sibylle. Lustspiel, 1964.
- Gehört sich das? Heitere Geschichten. Rudolstadt 1972.
- Ein himmlischer Abend. Lustspiel, 1974.
- Kein Wort über Himbeeren. Heitere Erzählungen. Mitteldeutscher Verlag, Halle-Leipzig 1979.
- Als das Lachen tödlich war. Erinnerungen und Fakten 1933–1945. Rudolstadt 1988.
- Gefährliches Lachen. Schwarzer Humor im Dritten Reich. Reinbek 1994.
- Der lachende Schopenhauer. Eine Blütenlese. Leipzig 1993 und 1996, Taschenbuchausgabe Leipzig 2003.
- Lachen zwischen Harz und Saale. Heitere Geschichten. Halle 1996.
- Schmunzelmarkt. Heitere Geschichten. Halle 1996.
- Lachen mit Schwejk. Gewitztes und Verschmitztes. Halle-Zürich 1999.
- Die vier Jahrespleiten. Lustige Geschichten. Berlin 1999.
- Ein goldnes Blatt hängt noch in meinem Spind. Gedichte. Halle 2002.
- Hinter vorgehaltener Hand. Der politische Witz in Deutschland. Leipzig 2003.
- Kleine Stadt ganz groß. Zur Geschichte des ersten deutschen Nachkriegstheaters. Langenbogen 2007.
- Ein Blick zurück. Halle 2007.
- Ein Augenzeuge erzählt. Halle 2007.
- Solo für Streicher. Kleine humoristische Erzählungen. Leipzig 2009.
- Die Mädchen von Cadiz. Ein heiterer Roman in Versen. Halle 2011.
- Die Gründung des Bürgertheaters Eisleben. Halle 2012.
- Matthäi am Letzten. Roman eines Pechvogels. Hamburg 2018.
- Die Mission des Dr. Ott, Roman über die Psychologie des Heiratsschwindels. Hamburg 2019.
- Wiener’s G’schichten. Humoresken und Satiren 1957 bis 1982 in der „Eule“. Norderstedt 2019, ISBN 978-3-7494-2901-1.
- Wiener's G'schichten II. Satiren & Humoresken aus dem Mansfelder Land. Norderstedt 2020, ISBN 978-3-7504-2161-5.
- Wiener's G'schichten III: Geschichten meiner Frau. Norderstedt 2020, ISBN 978-3-7519-0673-9.
- Wiener's G'schichten IV: Fragen Sie Sibylle & Ein himmlischer Abend. Norderstedt 2020, ISBN 978-3-7519-8494-2.
- Wiener's G'schichten V: Von "Verbotene Melodie" bis "Über alle Meere". Norderstedt 2021, ISBN 978-3-7534-3891-7.
- Wiener's G'schichten VI: Hyazinthen für Susann und zwei weitere Komödien um das Thema "Liebe". Norderstedt 2021, ISBN 978-3-7534-5906-6.
- Wiener's G'schichten VII: Moralische Komödien. Norderstedt 2021, ISBN 978-3-7543-4227-5.